# LG Gx2
LG GX2는 2014년 8월 27일에 출시된 LG전자의 스마트폰이다. 해외에서는 G 비스타라는 이름으로 판매되고 있으며, LG G3의 파생 모델 중 하나이다. 네이밍은 LG GX의 후속작이나, 전체적인 성능은 GX에 비해 떨어진다.

## 운영 체제 / 소프트웨어

### 안드로이드4.4.2 킷캣
LG Gx2는 4.4.2 킷캣으로 출시되었다.

### 안드로이드5.0.2 롤리팝
LG전자는 GX2에 롤리팝 업그레이드 계획이 없다고 밝혔다. 비슷한 사양의 LG G3 비트와 LG G 스타일로, 그리고 전작인 LG Gx는 롤리팝 업그레이드가 시행되었고, 블루투스 인증까지 되었기 때문에 GX2 유저들은 배신감을 느끼고 있다.

## 특수 기능

### 레이저 오토 포커스
레이저를 이용해서 사진의 초점을 빠르게 잡는 기능이다. 야간 촬영 시 피사체의 위치를 찾기 어려울 때 유용하다.

### 미니 뷰
사용 중인 화면을 작게 줄여서 한손으로도 쓸 수 있게 하는 기능이다. 삼성의 '한손 조작 모드'와 비슷하다.

### 유플릭스
LG유플러스에서 만든 서비스로, 12,000편의 영화를 볼 수 있다.

### U 스푼
LG GX에서 처음 시작된 서비스로, LG유플러스에서 개발하였다. 자기 주변 맛집 정보를 자동으로 검색해서 맛집 추천과 교통, 날씨, 일정 등을 소개해 준다.

## 같이 보기
- LG Gx
- LG G3
- LG G3 비트
- LG G3 A
- LG G3 Cat.6
- LG G3 스크린